# Борус
Хребетът Бо̀рус (на руски: Борус) е планински хребет в Южен Сибир, в южната част на Красноярски край, част от планинската система на Западните Саяни. Разположен е източно от река Енисей, преди изхода ѝ от планините и навлизането ѝ в Минусинската котловина. Простира се от запад на изток на протежение от около 50 km. Максимална височина връх Пойлов 2318 m в западната част. От него водят началото си малки реки (Сизая, Голубая, Абдир и др.), десни притоци на Енисей. Изграден е от кристалинни шисти, серпентинити иперидотити. Склоновете му са обрасли с планинска тайга, а върховете са заети от високопланинска тундра.
Хребетът е наименуван от първите букви от фамилиите на двамата алпинисти Борисов и Русанов първи изкачили най-високият му връх. Част от западните и южните му склонове попадат в националния парк „Шушенски бор“. В северозападното му подножие на река Енисей е изградена преградната стена на Саяно-Шушенското водохранилище.

## Топографски карти
- N-46-В М 1:500 000[2]